# Francis Mallory
Francis Mallory (* 12. Dezember 1807 bei Hampton, Virginia; † 26. März 1860 in Norfolk, Virginia) war ein US-amerikanischer Politiker. Zwischen 1837 und 1843 vertrat er zwei Mal den Bundesstaat Virginia im US-Repräsentantenhaus.

## Werdegang
Francis Mallory besuchte die öffentlichen Schulen seiner Heimat sowie die Hampton Academy. Zwischen 1822 und 1828 diente er in der US Navy. Anschließend begann er ein Jurastudium, das er aber wieder abbrach. Nach einem anschließenden Medizinstudium an der University of Pennsylvania in Philadelphia und seiner 1831 erfolgten Zulassung als Arzt begann er in Norfolk in diesem Beruf zu praktizieren. Später gab er diesen wieder auf, um sich in der Landwirtschaft zu betätigen. Politisch wurde er Mitglied der Mitte der 1830er Jahre entstandenen Whig Party. Im Jahr 1838 nahm er als Delegierter an der Southern Commercial Convention in Richmond teil.
Bei den Kongresswahlen des Jahres 1836 wurde Mallory im elften Wahlbezirk seines Staates in das US-Repräsentantenhaus in Washington, D.C. gewählt, wo er am 4. März 1837 sein neues Mandat antrat. Da er im Jahr 1838 nicht bestätigt wurde, konnte er bis zum 3. März 1839 zunächst nur eine Legislaturperiode im Kongress absolvieren. Nach dem Rücktritt des Abgeordneten Joel Holleman wurde Mallory bei der Nachwahl für den zehnten Sitz von Virginia als dessen Nachfolger in das US-Repräsentantenhaus gewählt, wo er am 28. Dezember 1840 sein neues Mandat antrat. Bei den regulären Wahlen des Jahres 1840 wurde Mallory im ersten Distrikt seines Staates in den Kongress gewählt, wo er bis zum 3. März 1843 verbleiben konnte. Diese Zeit war ab 1841 von den Spannungen zwischen Präsident John Tyler und den Whigs überschattet. Außerdem wurde damals bereits über eine mögliche Annexion der seit 1836 von Mexiko unabhängigen Republik Texas diskutiert.
Im Jahr 1842 verzichtete Francis Mallory auf eine erneute Kandidatur. Nach dem Ende seiner Zeit im US-Repräsentantenhaus arbeitete er wieder in der Landwirtschaft. Zwischen 1850 und 1853 war er als Navy Agent bei der Hafenverwaltung in Norfolk tätig. Von 1853 bis 1855 sowie in den Jahren 1857 und 1858 saß er im Abgeordnetenhaus von Virginia. Zwischen 1853 und 1859 war er auch Präsident der Eisenbahngesellschaft Norfolk and Petersburg Railroad. Er starb am 26. März 1860 in Norfolk.